# Knut Kircher
Knut Kircher (* 2. Februar 1969 in Tübingen) ist ein ehemaliger deutscher Fußballschiedsrichter und heutiger Fußballfunktionär. Seit 2024 ist der Chef der deutschen Elite-Schiedsrichter.

## Leben
Kircher studierte nach dem Abitur an der Hochschule Albstadt-Sigmaringen Maschinenbau. Der Ingenieur lebt in Rottenburg, ist verheiratet und Vater von drei Kindern.
Hauptberuflich arbeitete er bis 2024 bei der Daimler AG, nebenbei hält er Vorträge.

## Fußball
Kircher war Schiedsrichter des TSV Hirschau und seit 1997 DFB-Schiedsrichter, ab 1998 leitete er Spiele der 2. Liga.
Seit der Saison 2001/02 war er Bundesliga-Schiedsrichter, 2004 wurde er FIFA-Schiedsrichter. Seine Bundesliga-Premiere feierte er am 8. September 2001 beim Heimspiel des TSV 1860 München gegen den 1. FC Nürnberg. Das erste A-Länderspiel unter seiner Leitung war das WM-Qualifikationsspiel zwischen Andorra und Rumänien. Der bisherige Höhepunkt seiner Schiedsrichterkarriere war das DFB-Pokal-Finale 2008 zwischen Borussia Dortmund und dem FC Bayern München (1:2 n. V.). Am 23. Juli 2011 leitete er auch das Spiel in der Gelsenkirchener Veltins-Arena um den Supercup zwischen Schalke 04 und Borussia Dortmund.
2012 wurde Kircher zum Schiedsrichter des Jahres gewählt.
Am 17. August 2012 wurde bekannt, dass Kircher neben Michael Weiner zum Ende des Jahres 2012 freiwillig als FIFA-Schiedsrichter ausscheidet. Als Nachfolger wurden Christian Dingert und Tobias Welz nominiert.
2015 wurde von Sky Deutschland die Dokumentation Das 19. Team der Bundesliga über Knut Kircher produziert.
Am 14. Mai 2016 beendete er nach Erreichen der Altersgrenze seine aktive Schiedsrichterlaufbahn.
Zum 1. Juli 2024 wurde Kircher als Nachfolger von Lutz Michael Fröhlich Geschäftsführer Sport und Kommunikation der DFB Schiri GmbH und somit Sportlicher Leiter der deutschen Elite-Schiedsrichter.